# Apogon dovii
Apogon dovii е вид лъчеперка от семейство Apogonidae. Видът е незастрашен от изчезване.

## Разпространение и местообитание
Разпространен е в Гватемала, Еквадор, Колумбия, Коста Рика, Мексико, Никарагуа, Панама, Перу, Салвадор и Хондурас.
Среща се на дълбочина от 0,5 до 65,5 m, при температура на водата от 22,3 до 23,2 °C и соленост 34,4 – 34,6 ‰.

## Описание
На дължина достигат до 7,5 cm.